# أنطون أرخيبوف
انطون ارخيبوف (بالروسية: Архипов, Антон Анатольевич)‏ (4 نوفمبر 1985 بموسكو في روسيا - ) هو لاعب كرة قدم روسي في مركز الهجوم. لعب مع توم تومسك وشينيك ياروسلافل ونادي روتور فولغوغراد وHapoel Ramat Gan Givatayim F.C. ‏ وFC Chernomorets Novorossiysk ‏ وHapoel Bnei Lod F.C. ‏ وFC Olimp-Dolgoprudny ‏ وسبارتاك نيجني نوفغورود ‏ وFC Spartak Shchyolkovo ‏ وFC Khimik Dzerzhinsk ‏ ونادي ساتورن رامنسكوي ونادي خيمكي.

## وصلات خارجية
- أنطون أرخيبوف على موقع قاعدة بيانات كرة القدم.إي يو (الإنجليزية)
- أنطون أرخيبوف على موقع Soccerway.com (الإنجليزية)